# 北村一輝
北村 一輝（きたむら かずき、1969年〈昭和44年〉7月17日 - ）は、日本の俳優。本名、北村 康（きたむら やすし）。
大阪府大阪市出身。フロム・ファーストプロダクションを経て、PANDA所属。弓削商船高等専門学校中退。

## 来歴
2人兄弟の次男として誕生。大阪府大阪市出身。兄は演出家のキタムラトシヒロ。母方の祖父母は沖縄出身。
幼少期より映画好きで、中でも深作欣二監督の『蒲田行進曲』に衝撃を受ける。
タイロン・パワー主演の『海の征服者』を観て海賊に憧れを抱き、「海賊になるため」に商船高専（当時は、航海学科、機関学科の2学科、修業年限は5年6か月〈練習船実習1年含む〉）に進学。しかし、「海賊になれない」ことに気がついたため3年で中退し、「役の上ならどのような人間にもなれる。海賊にもなれる」から役者を志す。商船高専に通っていたため一級小型船舶操縦士免許を所持している。
19歳の時に上京。事務所やオーデションを片っ端から受けるもエキストラばかりであった。自らを売り込むために本人とマネージャーの一人二役をこなしていた時期もあったが知名度は上がらず、失意のうちに一度廃業する。オーストラリア、南アメリカ、東南アジアなど、およそ4年間海外で放浪生活をしたが、「これでは逃げ出したままで終わってしまう」と思い直し帰国。
俳優活動を再開し、やがて三池崇史や望月六郎作品と出合ったことがターニングポイントとなる。
1999年公開の『皆月』および『日本黒社会 LEY LINES』でキネマ旬報新人男優賞、ニフティ映画大賞助演男優賞受賞（『皆月』では第21回ヨコハマ映画祭助演男優賞も受賞）。
2000年代に入ってからはドラマ『あなたの隣に誰かいる』や大河ドラマ『北条時宗』への出演を皮切りにテレビドラマの世界にも進出していく。
2019年後期放送『スカーレット』で戸田恵梨香演じるヒロイン喜美子の父･常治を演じ、NHK連続テレビ小説初出演となる。
2022年9月23日更新の自身のInstagramにて、22日付で所属事務所フロムファーストプロダクションを退社し、担当マネージャーが設立した新事務所「株式会社PANDA」に移籍したことを報告した。

## 人物
- 役づくりに対するこだわりが強く、『鬼火』ではゲイバーのママ役を演じるにあたり、ゲイバーに行くお金がなかったため、何週間も新宿2丁目の通りに立ち、声をかけてくれた人にゲイバーに連れて行ってもらいそこでアドバイスを貰ったり、取材をさせてもらうといった方法で役づくりをしていた（望月六郎に連れられ、主演の原田芳雄に初めてあいさつした際、原田は黒のショートパンツ姿だった北村を見て、「本物のゲイを起用した」と勘違いしたほどだった）[14]。
- 1998年公開の萩原健一と渡部篤郎が主演を務めた『JOKER 厄病神』では、チンピラ役で出演するため、役作りで最初自前の前歯4本を一遍に抜歯、計9本の前歯を抜き、さらに他4本を削った[15]。駆け出しの頃はとにかく作品を観にくるお客さんや現場に役者として強く記憶してもらうため加減も知らず自分なりに思いつくすべてのことを試してみる形で役作りをしていたと振り返っている[16]。
- 『映画 怪物くん』のロケでは現地の俳優からインド人に間違えられた[17]。
- 上京後、賃貸の部屋に住んでいたが室内の壁紙の色がどうしても気になり独断で張り替えてしまい、退去時に全額負担したことがある[9][15]。
- 違和感なく英語を話せるようになるまで数人の外国人とルームシェアをしていたことがある[18]。
- 特技は日本舞踊（坂東流）のほか、乗馬、空手、水泳など[2]。

## 私生活
- 1993年、一般女性と結婚。1994年、長男が誕生（ダンサーの北村将清）。2012年、離婚[19]。
- 2019年12月27日、40代の一般女性と同月中旬に再婚したことを発表した[20][21][22]。

## 出演

### 映画
- 雪のコンチェルト（1991年）
- ヤンキー烈風隊（1995年） ※「北村康」名義
- LUNATIC（1996年）[2]
- アタシはジュース（1996年）
- 鬼火（1997年） - 坂田秀行 役　※「北村康」名義[2]
- うなぎ（1997年）　※「北村康」名義
- 新・悲しきヒットマン2（1997年）　※「北村康」名義
- 無国籍の男 血の収穫（1997年）[2]
- 岸和田少年愚連隊 血煙り純情篇（1997年）[2]
  - 岸和田少年愚連隊 野球団（岸和田少年野球団）（2000年）
- CLOSING TIME クロージングタイム（1997年）[2]
- ロマンティックマニア（1997年）
- 狼たちの復讐 THE REVENGE OF THE WOLVES（1998年）
- 蘇える金狼（1998年） - 桜井由紀夫 役　※「北村康」名義[2]
- JOKER 厄病神（1998年）[2]
- アンドロメディア（1998年） - 定 役
- 完全なる飼育（1999年）
- 共犯者（1999年）
- 日本黒社会 LEY LINES（1999年） - 主演・呂龍一 役[23]
- 新・極道渡世の素敵な面々2 きりとりブルース（1999年） - 主演
- 皆月（1999年） - アキラ[24]
- DEAD OR ALIVE 犯罪者（1999年） - 踊る謎の男 役　※「一輝」名義
- 海賊版=BOOTLEG FILM（1999年）
- フリーズ・ミー（2000年） - 広河昇 役[25]
- 蝉祭りの島（2000年）[26]
- DRUG GARDEN（2000年）
- ひまわり（2000年） - 笹原新次 役
- sWinG maN（2000年）
- 弱虫（チンピラ）（2000年） - 主演・北爪修 役
- 連弾（2001年） - 大沢三雄 役
- ターン（2001年） - 柿崎清隆 役
- 棒 Bastoni（2002年） - AV会社プロデューサー 役
- man-hole（2002年） - 吉岡真一 役
- 今昔伝奇 花神 (Flowers)（2002年）
- 熊本物語（英語版） 第三部「おんな国衆一揆」（2002年） - 辺春能登守親行 役
- Jam Films「the messenger -弔いは夜の果てで-」（2002年）
- MSTRBTN ミスターバッテン（2002年）
- 許されざる者（2003年） - 水谷真一 役
- あずみ（2003年） - 井上勘兵衛 役
  - あずみ2 Death or Love（2005年）
- Rodeo Drive -ロデオドライブ-（2003年）[27]
- ナイン・ソウルズ（2003年） - タモリ 役
- スカイハイ 劇場版（2003年） - 情報屋 役
- キル・ビル Vol.1（2003年） - 小路親分 役[28]
- きょうのできごと（2004年） - サーファー 役
- 怪談新耳袋 劇場版「重いッ!」（2004年）
- 血と骨（2004年） - 元山吉男 役
- ゴジラ FINAL WARS（2004年）- X星人参謀 / 統制官 役[3]
- 完全なる飼育 女理髪師の恋（2004年） - 主演
- 新しい風 ～若き日の依田勉三～（2004年） - 主演[29]
- 武装戦線 政府軍VS革命軍（2005年）
- メールで届いた物語 「やさしくなれたら…」（2005年） - 主演・柏木聡 役[30]
- 戦国自衛隊1549（2005年） - 飯沼七兵衛 / 織田信長 役
- 濡れた赫い糸（2005年） - 主演・茂 役
- スパイ道[注 2]「我慢のスパイ」（2005年） - 主演
- SWEET DREAM（2005年、韓国映画） ※日本未公開
- MAZE マゼ 〜南風〜（2006年） - 木村誠治 役
- 東京フレンズ The Movie （2006年） - 笹川敬太郎 役
- 花田少年史 幽霊と秘密のトンネル（2006年） - 沢井真彦 役
- 大奥（2006年） - 金子長十郎 役
- so-run movie (2006年)
- 龍が如く 劇場版（2007年） - 主演・桐生一馬 役
- 舞妓Haaaan!!!（2007年） - 医師 役
- on the way comedy 道草〜お昼過ぎのたんぽぽ編〜（2007年）
- 風の外側（2007年）
- 主人公は君だ！（2007年）
- 同窓会（2008年）
- 次郎長三国志（2008年） - 小政（追分政五郎） 役
- ガリレオシリーズ（東宝） - 草薙俊平 役
  - 容疑者Xの献身（2008年10月4日）
  - 真夏の方程式（2013年6月29日）
  - 沈黙のパレード（2022年9月16日）[31]
- 鈍獣（2009年） - 江田（江田っち） 役
- キラー・ヴァージンロード（2009年） - 景山道生 役
- 狛-Koma（2009年）
- ACACIA（2010年） - 木戸春男 役
- 映画 怪物くん（2011年） - サニル 役
- スピード・エンジェルス（2011年、香港映画）
- テルマエ・ロマエ（2012年） - ケイオニウス 役
  - テルマエ・ロマエII（2014年）
- 莫逆家族-バクギャクファミーリア-（2012年） - 夏目裕二 役
- 映画 妖怪人間ベム（2012年） - 夏目章規 役
- ナイトピープル（2013年） - 木村信治 役
- 日本の悲劇（2013年） - 村井義男 役
- 狼たちのバラード（2013年） - タツヤ 役
- 劇場版 ATARU THE FIRST LOVE & THE LAST KILL（2013年、東宝） - 沢俊一 役
- 劇場版 SPEC〜結〜 漸ノ篇/爻ノ篇（2013年、東宝） - 吉川州 役
- トリック劇場版 ラストステージ（2014年、東宝） - 谷岡将史 役
- KILLERS キラーズ（2014年、日活・ゲリラメラフィルムズ、日本・インドネシア合作） - 主演・野村 役
- Man from Reno（2014年、アメリカ映画）
- 猫侍（2014年、AMGエンターティメント） - 主演・斑目久太郎 役
  - 猫侍 南の島へ行く（2015年） - 主演・斑目久太郎 役 ※原案・脚本も兼任
- ザ・レイド GOKUDO（2014年、インドネシア映画） - リュウイチ 役
- 寄生獣（2014年、東宝） - 広川剛志 役
  - 寄生獣 完結編（2015年）
- 相棒 -劇場版IV- 首都クライシス 人質は50万人! 特命係 最後の決断（2017年） - “黒衣の男” / 土橋紘一 役[32]
- 無限の住人（2017年） - 黒衣鯖人 役
- 8年越しの花嫁 奇跡の実話（2017年、松竹） - 柴田 役
- 羊の木（2018年） - 杉山勝志[33] 役
- 今夜、ロマンス劇場で（2018年） - 俊藤龍之介 役
- 去年の冬、きみと別れ（2018年） - 小林良樹 役
- 億男（2018年、東宝） - 百瀬栄一 役[34]
- アジア三面鏡2018 Journey
- TATAMI（2019年）[35]
- ロブ(2019年、ショートショート フィルムフェスティバル & アジア2019)
- 鳳梧洞戦闘（ko:봉오동 전투 (영화)、2019年、ショーボックス） - ヤスカワジロウ 役[36][37]
- 帰郷（2020年）
- 劇場版シグナル 長期未解決事件捜査班（2021年4月2日） - 大山剛志 役[38]
- バイプレイヤーズ 〜もしも100人の名脇役が映画を作ったら〜（2021年4月9日） - 本人 役
- るろうに剣心 最終章 The Final / The Beginning（2021年4月23日 / 6月4日、ワーナー・ブラザーズ映画） - 辰巳 役[39]
- 妖怪大戦争 ガーディアンズ（2021年） - 渡辺綱 役
- ヘルドッグス（2022年9月16日） - 土岐勉 役[40]
- 世界の終わりから（2023年4月7日）[41]
- 夏空ダンス（2023年6月30日）[42]
- ゾン100〜ゾンビになるまでにしたい100のこと〜（2023年8月3日、Netflix） - 小杉権蔵 役[43][44]
- 翔んで埼玉 〜琵琶湖より愛をこめて〜（2023年11月23日）[45]
- カラオケ行こ!（2024年1月12日） - 祭林組・組長 役[46][47]
- 身代わり忠臣蔵（2024年2月9日） - 徳川綱吉 役[48]
- ゴールド・ボーイ（2024年3月8日） - 打越一平 役[49]
- 陰陽師0（2024年4月19日） - 惟宗是邦 役[50]
- 室町無頼（2025年1月17日） - 名和好臣 役[51]
- でっちあげ〜殺人教師と呼ばれた男（2025年6月27日） - ⼤和紀夫 役[52]

### Vシネマ
- 大阪最強伝説 喧嘩の花道（1996年）
- 監禁 第2話「Higher Love」（1996年）
- 天然少女 萬（1996年）
- ロンタイBABY（1997年）
- 恐怖! 寄生虫館の三姉妹（1997年）
- フルメタル極道（1997年） - タカちゃん 役
- 新・悲しきヒットマン2（1997年） - 草薙 役
- FULL METAL 極道（1997年）
- ロマンティックマニア（1997年）
- 難波金融詐欺 史上最悪の兄弟（1998年） - 赤城小次郎 役
  - 難波金融詐欺 史上最悪の兄弟 慰謝料奪取
- 蘇える金狼2 復活篇（1998年） - 桜井由紀夫 役
- 難波金融詐欺 史上最悪の兄弟 慰謝料奪取（1999年）
- 無頼 人斬り五郎（1999年） - 主演・人斬り五郎 役
- DRUG GARDEN（2000年）
- 野良犬（2002年） - 若武者 役
- 実録・名古屋やくざ戦争 統一への道（2003年）
- HOKURO 〜百発病伝説〜（2003年） - サワダケンタロウ（ラジオDJ） 役
- 武装戦線 政府軍VS革命軍（2005年）

### テレビドラマ

#### 連続ドラマ
- キモチいい恋したい!（1990年7月 - 9月、フジテレビ） - 浩治 役
- 恋のためらい（1997年10月 - 12月、TBS）
- 奇跡の人（1998年10月 - 12月、読売テレビ）
- なっちゃん家（1998年10月 - 12月、テレビ朝日）
- ボーダー 犯罪心理捜査ファイル 第8話「インターネットで殺人中継」（1999年1月 - 3月、読売テレビ）
- コワイ童話「人魚姫」（1999年5月 - 6月、TBS）
- 悪いオンナ「地獄へのカクテル」（1999年10月、TBS）
- レガッタ〜国際金融戦争（1999年11月 - 12月、NHK総合） - 道田 役
- シンデレラは眠らない（2000年1月 - 3月、読売テレビ） - 江口幸二 役
- リミット もしも、わが子が…（2000年7月 - 9月、読売テレビ） - グレイ・ウォン 役
- 神様のいたずら（2000年10月 - 12月、関西テレビ） - 本間翔太 役[53]
- 大河ドラマ（NHK）
  - 北条時宗（2001年1月 - 12月） - 平頼綱[54] 役
  - 天地人（2009年1月 - 11月） - 上杉景勝
- 水曜日の情事（2001年10月 - 12月、フジテレビ） - 沖野晶午 役
- 君を見上げて（2002年2月 - 3月、NHK総合） - 北岡祐吉
- 春ランマン（2002年4月 - 6月、関西テレビ） - 真鍋丈二 役[55]
- 探偵家族 第4話（2002年7月 - 9月、日本テレビ） - 神田耕輔
- 大奥（2003年6月 - 8月、フジテレビ） - 徳川家定[56]、柳丈 役（二役）
- ひと夏のパパへ（2003年7月 - 9月、TBS） - 桐嶋薪平 役[57]
- あなたの隣に誰かいる（2003年10月 - 12月、フジテレビ） - 澤村数馬/久遠駿介 役[58]
- 大奥〜第一章〜　第1話（2004年10月 - 12月、フジテレビ） - 山賊 役
- タイガー&ドラゴン 第9話・第11話（2005年4月 - 6月、TBS） - 田辺ヤスオ 役
- ハルとナツ 届かなかった手紙（2005年10月2日 - 10月6日、NHK総合） - 山辺康夫 役
- 大奥〜華の乱〜（2005年10月 - 12月、フジテレビ） - 柳沢吉保 役
- 夜王 〜YAOH〜（2006年1月 - 3月、TBS） - 聖也 役
- 医龍-Team Medical Dragon-（2006年4月 - 6月、フジテレビ） - 霧島軍司 役
- アキハバラ@DEEP（2006年6月 - 7月、TBS） - 中込威 役
- 14才の母（2006年10月 - 12月、日本テレビ） - 波多野卓 役
- 嫌われ松子の一生（2006年10月 - 12月、TBS） - 赤木研一郎 役
- 松本清張・最終章 わるいやつら（2007年1月 - 3月、テレビ朝日・朝日放送） - 下見沢作雄 役
- バンビ〜ノ!（2007年4月 - 6月、日本テレビ） - 与那嶺司 役
- 去年ルノアールで 第3話（2007年7月 - 9月、テレビ東京） - 勧誘員 役
- ガリレオ（2007年10月 - 12月、フジテレビ） - 草薙俊平 役
  - ガリレオ 第2シーズン 第1話「幻惑す」（2013年4月15日） - 草薙俊平 役
- 医龍-Team Medical Dragon-2（2007年10月 - 12月、フジテレビ） - 霧島軍司 役
- ホカベン（2008年4月 - 6月、日本テレビ） - 杉崎忠志
- 宿命 1969-2010 -ワンス・アポン・ア・タイム・イン・東京-（2010年1月 - 3月、朝日放送・テレビ朝日） - 有川崇 役 ※連続ドラマ初主演
- 逃亡弁護士（2010年7月 - 9月、関西テレビ） - 真船丈 役
- 妖怪人間ベム（2011年10月 - 12月、日本テレビ） - 夏目章規 役
- Strangers 6（2012年1月 - 5月、WOWOW） - 劉光輝 役
- ATARU（2012年4月 - 6月、TBS） - 沢俊一 役
- 火怨・北の英雄 アテルイ伝（2013年1月 - 2月、NHK BSプレミアム） - 母礼 役
- ダンダリン 労働基準監督官（2013年10月 - 12月、日本テレビ） - 土手山郁夫 役
- 猫侍（2013年10月 - 12月、東名阪ネット6および5いっしょ3ちゃんねる） - 主演・斑目久太郎 役
  - 猫侍 SEASON2（2015年4月 - 、東名阪ネット6および5いっしょ3ちゃんねる） - 主演・斑目久太郎 役 ※ストーリー原案も兼任
- ホワイト・ラボ〜警視庁特別科学捜査班〜（2014年4月 - 6月、TBS） - 主演・一ノ瀬聡士 役
- 昼顔〜平日午後3時の恋人たち〜（2014年7月 - 9月、フジテレビ） - 加藤修 役
- 破門（2015年1月 - 3月、BSスカパー!） - 主演・桑原保彦
- ヤメゴク〜ヤクザやめて頂きます〜（2015年4月 - 6月、TBS） - 三ヶ島翔 役
- 螻蛄 (疫病神シリーズ)（2016年2月 - 4月、BSスカパー!） - 主演・桑原保彦 役[59]
- 世界一難しい恋（2016年4月 - 6月、日本テレビ） - 和田英雄 役[60]
- 4号警備（2017年4月 - 5月、 NHK総合） - 石丸賢吾 役
- 石つぶて〜外務省機密費を暴いた捜査二課の男たち〜（2017年11月 - 12月、WOWOW 連続ドラマW） - 真瀬和則 役
- シグナル 長期未解決事件捜査班（2018年4月10日 - 6月12日 、フジテレビ） - 大山剛志 役
  - シグナル 長期未解決事件捜査班 スペシャル（2021年3月30日）
- 連続テレビ小説（NHK）
  - スカーレット（2019年9月30日 - ） - 川原常治 役
  - 風、薫る（2026年度前期放送予定） - 一ノ瀬信右衛門 役[61]
- ニッポンノワール-刑事Yの反乱-（2019年10月13日 - 12月15日、日本テレビ） - 南武修介 役
- 天国と地獄〜サイコな2人〜（2021年1月17日 - 3月21日、TBS） - 河原三雄 役[62]
- ZIP! 朝ドラマ「サヨウナラのその前に Fantastic 31 Days」（2022年3月1日 - 31日、日本テレビ） - 主演・渡会実 役[63][注 3]
- テッパチ!（2022年7月6日 - 9月14日、フジテレビ） - 八女純一 役[64]
- 波よ聞いてくれ（2023年4月21日 - 6月9日、テレビ朝日） - 麻藤兼嗣 役[65]
- コタツがない家（2023年10月18日 - 12月20日、日本テレビ） - 土門幸平 役[66]
- 366日（2024年4月8日 - 6月17日、フジテレビ） - 水野輝彦 役[67]
- ゴールデンカムイ -北海道刺青囚人争奪編- 第8話・最終話（2024年11月24日・12月1日、WOWOW） - 犬童四郎助 役[68]
- わたしの宝物（2024年10月17日 - 12月19日、フジテレビ） - 浅岡忠行 役[69]
- TRUE COLORS（2025年1月5日 -、NHK BS・BSプレミアム4K） - 立花勝男 役[70][71]
- 御上先生（2025年1月19日 - 3月23日、TBS） - 古代真秀 役[72]

#### 単発ドラマ
- 向田邦子 終戦特別企画 昭和のいのち（1998年8月10日、TBS）
- 金曜エンタテイメント（フジテレビ）
  - 地獄の花嫁 第1弾「ネットストーカー連続殺人の罠!」（1999年6月11日） - 小池哲司 役
  - 夏の恐怖ミステリー(1) 女医レイカ（1999年8月6日） - 佐々木直也 役
- 東京爆弾 Neo Tokyo Twilight Zone 第三話「ENDLESS LIFE」（2000年7月3日、WOWOW） - 徹二 役
- ネット・バイオレンス 〜名も知らぬ人々からの暴力〜（2000年11月11日、NHK総合）[73]
- Hammerhead（2001年8月26日、31日、BS-i） - 坂井浩二 役
- 撃つ薔薇（2002年3月31日、WOWOW） - 龍 役
- 月曜ミステリー劇場「沈黙のアリバイ」（2002年7月8日、TBS） - 湯本直也 役
- タスクフォース taskforce （2002年8月1日、BS-i） - 滝岡英博 役
- 狂った果実2002（2002年9月9日、TBS） - 河野夏久 役
- 怪談百物語 第11回「牡丹燈籠」（2002年12月3日、フジテレビ） - 新三郎 役
- 恋する日曜日「ロンリィザウルス」（2003年6月8日、BS-i） - タツヤ 役
- タイムリミット （2003年6月25日、TBS） - 木村亮 役 [74]
- 青×黒×白の女「黒の女」（2004年1月2日 - 2004年1月3日、テレビ東京）
- 横山やすしフルスロットル（関西テレビ） - 主演・横山やすし（木村雄二）[75] 役
  - 横山やすしフルスロットル1「航跡」（2004年1月18日）
  - 横山やすしフルスロットル2「阿波鳴門純愛物語」（2005年3月21日）
- 大奥 スペシャル版〜幕末の女たち〜（2004年3月26日、フジテレビ） - 徳川家定/柳丈 役
- 愛しいゴルフ（2005年、インターネットドラマ）-主演
- 恋のから騒ぎ ドラマスペシャル（日本テレビ） - 草柳明 役
  - 恋のから騒ぎ〜LOVESTORIES〜（2004年9月25日）
  - 恋のから騒ぎ〜LOVESTORIES II〜（2005年9月21日）
  - 恋のから騒ぎ〜LOVESTORIES III〜（2006年9月26日）
  - 恋のから騒ぎ〜LOVESTORIES IV〜（2007年11月30日）
  - 恋のから騒ぎ〜Love StoriesV〜（2008年10月10日）
- タイガー&ドラゴン スペシャル「三枚起請の回」（2005年1月9日、TBS） - 田辺ヤスオ 役
- 水曜プレミア「夜王〜YAOH〜」（2005年5月11日、TBS） - 聖也 役
- スパイ道「我慢のスパイ」（2005年5月11日、TBSチャンネル）
- 女と男と物語 PART:III（第8回）「午前0時のバーカウンター」（2005年6月04日、朝日放送） - 田中武典 役
- 恋愛小説 月のしずく（2006年7月17日、TBS）
- 電車男DX 最後の聖戦（2006年9月23日、フジテレビ） - 前園 役
- 氷点（2006年11月25日 - 2006年11月26日、テレビ朝日） - 村井靖夫 役
- ライオン丸G（2006年10月1日 - 2006年12月24日、テレビ東京)  - 11話、 道ですれ違ったホスト風の男性 役
- 千の風になってドラマスペシャル「ゾウのはな子」（2007年8月4日、フジテレビ） - 高野敬介 役
- 生きる（2007年9月9日、テレビ朝日） - 優樹 役
- ガリレオシリーズ（フジテレビ） - 草薙俊平 役
  - ユンゲル（2008年1月1日）
  - ガリレオΦ（エピソードゼロ）（2008年10月4日）
  - ガリレオ XX（ダブルエックス） 内海薫 最後の事件 愚弄ぶ（2013年6月22日）
  - ガリレオ 禁断の魔術（2022年9月17日）
- その時までサヨナラ（2010年2月14日、WOWOW） - 主演・森悟 役
- 引き継ぎ（2011年3月27日、WOWOW） -主演・ 尾花久雄 役
- SPEC〜翔〜（2012年4月1日、TBS） - 吉川州（特別出演） 役
- 金田一少年の事件簿 獄門塾殺人事件（2014年1月4日、日本テレビ） - 氏家貴之 役
- 途中下車（2014年12月、NHK総合） - 灰島（主演） 役
- 大江戸事件帖 美味でそうろう（BS朝日） - 主演・柿江新平太 役[76]
  - 大江戸事件帖 美味でそうろう（2015年12月4日 - 5日）
  - 大江戸事件帖 美味でそうろう2（2017年2月17日）[77]
- ビューティフル・スロー・ライフ（2015年12月24日、NHK総合） - 彼 役[78]
- ぼくのいのち（2016年3月23日、読売テレビ） - 川田大介 役[79]
- 世にも奇妙な物語（フジテレビ）
  - 世にも奇妙な物語 '16秋の特別編「車中の出来事」（2016年10月8日） - 主演・キザな男 役[80]
  - 世にも奇妙な物語'23 秋の特別編「地獄で冤罪」（2023年11月11日） - 主演・山根航平 役[81]
- ほんとにあった怖い話 夏の特別編2018「果てからの念波」（2018年8月18日、フジテレビ） - 主演・中井俊英 役[82]
- 指定弁護士（2018年9月23日、テレビ朝日） - 橘慎二 役[83]
- 大奥 最終章（2019年3月25日、フジテレビ） - 徳川宗春 役
- コンフィデンスマンJP 運勢編（2019年5月18日、フジテレビ） - 阿久津晃 役
- ノースライト（2020年12月12日・12月19日、NHK総合。全2回） - 岡嶋昭彦 役[84]
- 桶狭間〜織田信長　覇王の誕生〜（2021年3月26日、フジテレビ） - 織田信秀 役
- イチケイのカラス スペシャル（2023年1月14日、フジテレビ） - 大藪重之 役[85]
- キッチン革命 第2夜（2023年3月26日、テレビ朝日） - 鈴木仙吉 役[86]
- スペシャルドラマ グランメゾン東京（2024年12月29日、TBS） - 明石壮介 役[87]
- 看守の流儀（2025年6月21日、テレビ朝日） - 蒲田潤一 役[88]

### 舞台
- 暗闇のレクイエム（1997年）
- SIDE MAN（2000年）
- 月光のつゝしみ（2002年、作・演出：岩松了）
- 秋ランマン 丈二の夢は夜ひらく…（2003年）
- ラブ・レター（2004年）[89]
- 恋の骨折り損（2007年、彩の国シェイクスピア・シリーズ第17弾）
- ささやき色のあの日たち（2007年、地球ゴージャス）
- 死ぬまでの短い時間（2007年、作・演出：岩松了）
- 黴菌（2010年、演出：ケラリーノ・サンドロヴィッチ）
- 大逆走（2015年）
- 欲望という名の電車（2017年）
- ミュージカル「王様と私」（2024年公演予定） - 主演・シャム 役（明日海りおとW主演）[90]

### アニメ映画
- 映画 プリキュアスーパースターズ!（2018年、東映） - ウソバーッカ[91]

### 吹き替え
- アラジン（2019年、ウォルト・ディズニー・スタジオ・モーション・ピクチャーズ） - ジャファー[92]

### 配信ドラマ
- 地面師たち（2024年7月25日 - 、Netflix） - 竹下 役[93]
- おっちゃんキッチン（2024年9月6日 - 、TVer） - 主演・おっちゃん / 学 役[94]

### ゲーム
- バイナリー ドメイン - 黒澤役

### ラジオドラマ
- FMシアター「ポンソンファ」[注 4]（2002年8月24日、NHK-FM、NHK大阪放送局制作） - 明 役[95]

### ドキュメンタリー
- 柴咲コウ 孤独の中の輝き（2008年10月27日、NHK-BShi） - ナレーター
- 戦士の逸品（2009年10月1日 - 2015年3月31日、テレビ東京） - ナレーター
- スポーツ大陸（2010年、NHK総合） - ナレーター
- ヤマザキマリ・北村一輝と旅する あなたの知らないイタリア（2016年12月、NHK総合）
- 100分de名著
  - 「三国志」（2017年）
  - 「エドガー・アラン・ポー」（2022年）
- ワイルドファイア 〜人類vs.森林火災〜（2022年12月4日、NHK総合） - ナレーター
- 皇室の窓（不定期放送、テレビ東京・BSテレビ東京） - 番組案内人

### 語学番組
- テレビでイタリア語（NHK Eテレ）ナビゲーター（2012年4月2日 - 9月24日）

### CM
- 日本石油 「Enaカード」（1996年）
- サッポロビール 「夏の海岸物語」（1996年）
- 九州セルラー電話 （1998年）
- 富士フイルム 「写ルンです・2億4千万の瞳」（1998年）
- みすず学苑「キャンペーン」（2003年）[96]※本人公式サイト非掲載[97]
- ヤクルト 「フコイダン茶」（2005年）
- キリンビール
  - 「秋味」（2007年）
  - 「のどごしSTRONG」（2018年）
- ゼファーマ「ウィンダム・液」（2007年）[96]
- 第一三共ヘルスケア 「ウィンダム水虫薬」（2007年 - 2009年）
- ハウス食品 「メガシャキ」（2009年）
- 三洋物産 「CR新海物語 With アグネス・ラム」（2010年）
- ショップジャパン「トゥルースリーパー」（2014年）
- 花王 「サクセス」（2015年 - 2018年）
- サントリーフーズ「ボス」『プレミアム熊本篇』（2017年） - 加藤清正 役
- HITOWAライフパートナー「お掃除本舗」（2019年 - ）
- アサヒビール「アサヒ 極上〈キレ味〉」（2020年）
- 小林製薬
  - 「ナイシトールZ」（2022年 - ）
  - 「メンズケシミンクリーム」（2022年 - ）

### ミュージック・ビデオ
- THE RiCECOOKERS「audioletter」（2014年）[98]